# 苅田久徳
苅田 久徳（かりた ひさのり〈きゅうとく〉、1910年1月19日 - 2001年8月3日）は、神奈川県横浜市出身のプロ野球選手（内野手）・コーチ・監督・審判員、解説者・評論家。

## 経歴
横浜市立寿小学校・旧制本牧中学校を経て、旧制法政大学では遊撃手として活躍し、若林忠志と共に黄金時代を築いた。卒業後は父親のコネクションで東京中央放送局に就職して加入課に勤務する傍ら、野球はクラブチーム「東京倶楽部」で続け、六大学時代のライバルであった宮武三郎（慶大）とチームメイトになり、主に7番・遊撃手として同年の第7回全日本都市対抗優勝に貢献。
1934年に現在の読売ジャイアンツの基礎を築く「大日本東京野球倶楽部」の設立に参加するが、これは巨人軍入団選手の第2号であった。1935年に遊撃手として日米対抗戦アメリカ遠征に参加し、日米野球に参加していた名二塁手のフランキー・フリッシュを見て、「内野の要は二塁手だ」と意識するようになる。これがきっかけで1936年に東京セネタースへ移籍する際、入団の条件に二塁手転向を申し入れた。移籍1年目の同年に初代盗塁王を獲得。飛びぬけて俊足というわけではなかったが絶妙な判断で裏打ちした卓越した走塁センスを持ち、「田部（武雄）は足で走るが、苅田は頭で走る」ともいわれた。1937年秋季リーグ途中からは監督を兼任し、春季シリーズで打率.299・5本塁打の活躍を見せ、最高殊勲選手に輝く。その卓越したプレーセンスは「苅田の前に苅田なく、苅田の後に苅田なし。一代の名手・苅田」とまで評された。端正な顔立ちから「神宮に女性ファンを集められる選手」、またあるいは草創期のプロ野球界において「投の沢村栄治、打の景浦将、守の苅田」ともいわれている。
1941年に名古屋金鯱軍と日本プロ野球史初の対等合併で大洋軍となり、石本秀一総監督との二頭体制でチームを引っ張るが、後にチーム内のゴタゴタで孤立。1942年に選手専任で大和軍へ移籍し、シーズン途中から監督を兼任するが、1943年に一度引退。
戦後はヂーゼル自動車に入社してセールスマンをやりながら、川崎いすゞの監督に就任。高橋吉雄・片山栄次・小松原博喜・今泉勝義・大沢紀三男をチームに誘い、杉下茂を本格的に投手として起用。創部1年目にいきなり都市対抗出場に導き、初戦には自身も1番・二塁手として4打数2安打を記録するが、3-8で敗退したため2回戦進出はならなかった。その後は小西得郎への借金のカタに小西に口説かれ、1947年に東急フライヤーズに復帰。
1950年には毎日オリオンズに移籍するが、同年のシーズン途中には近鉄パールスに移籍。1951年からはコーチを兼任し、ほぼコーチ専任となった1952年に現役を引退。
引退後はパ・リーグ審判員（1952年 - 1956年）、毎日→大毎ヘッドコーチ（1957年 - 1958年）、NHK「プロ野球」（1959年 - 1964年）→テレビ神奈川「TVKハイアップナイター」（1977年 - ?）解説者、日刊スポーツ評論家を歴任。審判員としては在任5シーズンと短かったが、その間に4度も日本シリーズに出場するなど、審判員としても非凡な才能を見せた。浜っ子で歯切れよく、座談も上手く、審判員を辞めた後は各放送局が目を付け、NHKでは志村正順とのコンビで奔放な面白い解説を見せた。評論家としては小気味のよい技術評で活躍し、1969年には野球殿堂に競技者表彰として選出される。
1975年に評論家をしていたスポーツ紙から契約を打ち切られてからは浪人生活となったが、コミッショナーから送られてくる年金は僅か1万6000円で、酒や煙草も止め、細々と生活していた。
1984年夏には胃潰瘍で4週間入院し、退院後は横浜の自宅近くを2、3時間散歩するだけが日課となり、晩年は磯子区の自宅で余生を過ごすが、日本プロ野球の語り部としてテレビに登場することも度々あった。
2001年8月3日に老衰で死去、91歳没。苅田はプロ野球創設時の選手の最後の生き残りであった。

## 人物
- 大変仲の良かった千葉茂は、「大天才は戦前は苅さん（苅田の通称）、戦後は長嶋」と高く評価していた。

- 苅田は私生活では「飲む、打つ、買う」の三拍子揃った典型的な遊び人であったといい[10]、「名人」と讃えられると照れを交えて、「名人というなら夜の銀座の名人と言ってよね」と笑わせていたという[11]。

- 巨人のロッカールームを訪問した際には王貞治からは直立不動の挨拶を受けたが、若い選手は、苅田が孫のためのサインを求めると、露骨に嫌な顔をしたほか、「あのジイさん、誰だい」という声すら聞こえてきた[8]こともあった。

## プレースタイル
- 「日本における近代野球の二塁守備は、苅田から始まる」とも言われるほど、二塁手としての守備には定評があり、千葉は「苅田さんの二塁守備は絶品であり、天才的だった。同じ二塁手として、苅田さんを目標に励んだが、どうしても及ばないものを感じた」と語っている。
- 二塁手転向後、現在の内野のフォーメーションは、苅田から始まったと言われるような内野守備の変化を日本球界にもたらす。どこに打っても苅田がいるというポジショニングの上手さもあったが、ジャンピングスロー、正確なスローイング、遊撃手との併殺など内野守備のコンビネーションを徹底して磨いたという。トリックプレーにも長け、三塁走者を目で牽制して、セカンドを見ずに送球するなどのプレーも行った[12]。
- 捕手の構えから守備位置を変えたり、走者にタッチして一塁へ送球する併殺は苅田が始めたものと言われている。他にも盗塁した走者をタッチにいく際、捕手からの送球がまだグラブに収まっていないのに、捕球したかのような擬音をたてて巧妙なタッチで塁審を騙してアウトにしたり、タッチをしていないのにアウトに見せたりもあった。苅田は後に、「審判の目を誤魔化すなんて、悪い奴にしかできんな」と笑いながら述べている。また、日本プロ野球史上初の「隠し球」の記録者でもある[13]（苅田自身は東京六大学時代に、法政大学のチームメイトだった若林忠志から教えてもらったと話している[14]）。守備に限らず、走者として塁間で立ち止まり、ピッチャーに話しかけてその間に二塁を陥れたなど、多くの逸話を残している。
- 日本プロ野球史上初の退場記録者としても知られている。審判の二出川延明に抗議して「無礼者!」と言われたことによる自主退場であったとの説もある（詳細は二出川延明#日本プロ野球史上初の「退場!」）。前述の米国遠征の際にも審判に英語でタブーワードを吐いてしまい、退場させられかけたことがある（この時は同僚の「今の苅田の言葉は、彼が唯一知っている英語であり、またその意味を彼は知らないのだから許してやってくれ」という弁明によって退場を免れているが、その試合中はその後一言も言葉を発せない状態となった）。

## 詳細情報

### 年度別打撃成績
| 年 度      | 球 団             | 試 合 | 打 席 | 打 数 | 得 点 | 安 打 | 二 塁 打 | 三 塁 打 | 本 塁 打 | 塁 打 | 打 点 | 盗 塁 | 盗 塁 死 | 犠 打 | 犠 飛 | 四 球 | 敬 遠 | 死 球 | 三 振 | 併 殺 打 | 打 率 | 出 塁 率 | 長 打 率 | O P S |
| ---------- | ----------------- | ----- | ----- | ----- | ----- | ----- | -------- | -------- | -------- | ----- | ----- | ----- | -------- | ----- | ----- | ----- | ----- | ----- | ----- | -------- | ----- | -------- | -------- | ----- |
| 1936春夏   | 東京セネタース 翼 | 18    | 83    | 68    | 13    | 20    | 2        | 1        | 0        | 24    | 11    | 11    | --       | 4     | --    | 10    | --    | 1     | 9     | --       | .294  | .392     | .353     | .745  |
| 1936秋     | 東京セネタース 翼 | 28    | 132   | 109   | 20    | 27    | 3        | 2        | 1        | 37    | 9     | 16    | --       | 1     | --    | 21    | --    | 1     | 8     | --       | .248  | .374     | .339     | .713  |
| 1937春     | 東京セネタース 翼 | 55    | 243   | 209   | 32    | 52    | 4        | 2        | 1        | 63    | 12    | 15    | --       | 4     | --    | 30    | --    | 0     | 21    | --       | .249  | .343     | .301     | .645  |
| 1937秋     | 東京セネタース 翼 | 48    | 220   | 187   | 32    | 42    | 6        | 2        | 3        | 61    | 18    | 13    | --       | 7     | --    | 25    | --    | 0     | 15    | --       | .225  | .316     | .326     | .642  |
| 1938春     | 東京セネタース 翼 | 35    | 163   | 134   | 31    | 40    | 11       | 0        | 5        | 66    | 15    | 7     | --       | 3     | --    | 25    | --    | 1     | 10    | --       | .299  | .413     | .493     | .905  |
| 1938秋     | 東京セネタース 翼 | 40    | 181   | 151   | 31    | 35    | 3        | 2        | 3        | 51    | 13    | 8     | --       | 0     | --    | 29    | --    | 1     | 13    | --       | .232  | .359     | .338     | .697  |
| 1939       | 東京セネタース 翼 | 96    | 446   | 367   | 63    | 80    | 8        | 2        | 4        | 104   | 21    | 27    | --       | 4     | 1     | 73    | --    | 1     | 34    | --       | .218  | .349     | .283     | .633  |
| 1940       | 東京セネタース 翼 | 103   | 465   | 373   | 57    | 82    | 18       | 2        | 5        | 119   | 23    | 18    | --       | 8     | 1     | 80    | --    | 3     | 34    | --       | .220  | .362     | .319     | .681  |
| 1941       | 大洋軍            | 76    | 316   | 269   | 21    | 52    | 7        | 2        | 1        | 66    | 14    | 7     | --       | 6     | --    | 38    | --    | 3     | 17    | --       | .193  | .300     | .245     | .545  |
| 1942       | 大洋軍            | 27    | 113   | 100   | 5     | 14    | 1        | 0        | 0        | 15    | 4     | 2     | 2        | 4     | --    | 9     | --    | 0     | 8     | --       | .140  | .211     | .150     | .361  |
| 1942       | 大和              | 18    | 75    | 63    | 3     | 9     | 2        | 0        | 0        | 11    | 2     | 1     | 2        | 2     | --    | 10    | --    | 0     | 6     | --       | .143  | .260     | .175     | .435  |
| '42計      | 大和              | 45    | 188   | 163   | 8     | 23    | 3        | 0        | 0        | 26    | 6     | 3     | 4        | 6     | --    | 19    | --    | 0     | 14    | --       | .141  | .231     | .160     | .390  |
| 1943       | 大和              | 47    | 203   | 172   | 18    | 29    | 7        | 0        | 2        | 42    | 13    | 4     | 1        | 1     | --    | 29    | --    | 1     | 16    | --       | .169  | .292     | .244     | .536  |
| 1947       | 東急 急映         | 88    | 350   | 288   | 32    | 53    | 8        | 1        | 5        | 78    | 19    | 10    | 4        | 5     | --    | 56    | --    | 1     | 23    | --       | .184  | .319     | .271     | .590  |
| 1948       | 東急 急映         | 25    | 58    | 53    | 2     | 6     | 0        | 0        | 1        | 9     | 2     | 1     | 1        | 1     | --    | 4     | --    | 0     | 3     | --       | .113  | .175     | .170     | .345  |
| 1950       | 毎日              | 20    | 47    | 42    | 5     | 11    | 5        | 0        | 0        | 16    | 3     | 1     | 1        | 0     | --    | 5     | --    | 0     | 5     | 1        | .262  | .340     | .381     | .721  |
| 1950       | 近鉄              | 34    | 139   | 123   | 15    | 33    | 2        | 0        | 4        | 47    | 11    | 4     | 2        | 3     | --    | 11    | --    | 2     | 8     | 6        | .268  | .338     | .382     | .720  |
| '50計      | 近鉄              | 54    | 186   | 165   | 20    | 44    | 7        | 0        | 4        | 63    | 14    | 5     | 3        | 3     | --    | 16    | --    | 2     | 13    | 7        | .267  | .339     | .382     | .721  |
| 1951       | 近鉄              | 48    | 140   | 124   | 18    | 34    | 7        | 0        | 2        | 47    | 12    | 3     | 3        | 2     | --    | 14    | --    | 0     | 15    | 4        | .274  | .348     | .379     | .727  |
| 通算：12年 | 通算：12年        | 806   | 3374  | 2832  | 398   | 619   | 94       | 16       | 37       | 856   | 202   | 148   | 16       | 55    | 2     | 469   | --    | 15    | 245   | 11       | .219  | .333     | .302     | .635  |

- 各年度の太字はリーグ最高
- セネタース（東京セネタース）は、1940年途中に翼（翼軍）に球団名を変更
- 東急（東急フライヤーズ）は、1948年急映（急映フライヤーズ）に球団名を変更

### 年度別投手成績
| 年 度     | 球 団         | 登 板 | 先 発 | 完 投 | 完 封 | 無 四 球 | 勝 利 | 敗 戦 | セ 丨 ブ | ホ 丨 ル ド | 勝 率 | 打 者 | 投 球 回 | 被 安 打 | 被 本 塁 打 | 与 四 球 | 敬 遠 | 与 死 球 | 奪 三 振 | 暴 投 | ボ 丨 ク | 失 点 | 自 責 点 | 防 御 率 | W H I P |
| --------- | ------------- | ----- | ----- | ----- | ----- | -------- | ----- | ----- | -------- | ----------- | ----- | ----- | -------- | -------- | ----------- | -------- | ----- | -------- | -------- | ----- | -------- | ----- | -------- | -------- | ------- |
| 1938秋    | セネタース 翼 | 1     | 0     | 0     | 0     | 0        | 0     | 0     | --       | --          | ----  | 5     | 1.0      | 1        | 0           | 0        | --    | 0        | 0        | 0     | 0        | 0     | 0        | 0.00     | 1.00    |
| 1939      | セネタース 翼 | 6     | 3     | 1     | 0     | 0        | 0     | 1     | --       | --          | .000  | 136   | 31.0     | 29       | 1           | 13       | --    | 1        | 8        | 1     | 0        | 17    | 15       | 4.35     | 1.35    |
| 1940      | セネタース 翼 | 2     | 1     | 0     | 0     | 0        | 0     | 1     | --       | --          | .000  | 43    | 9.0      | 12       | 1           | 5        | --    | 0        | 5        | 0     | 0        | 9     | 6        | 6.00     | 1.89    |
| 通算：3年 | 通算：3年     | 9     | 4     | 1     | 0     | 0        | 0     | 2     | --       | --          | .000  | 184   | 41.0     | 42       | 2           | 18       | --    | 1        | 13       | 1     | 0        | 26    | 21       | 4.61     | 1.46    |

- セネタース（東京セネタース）は、1940年途中に翼（翼軍）に球団名を変更

### 通算監督成績
- 706試合 322勝 342敗 42分 勝率.485

### タイトル
- 盗塁王：1回 （1936年秋）

### 表彰
- 最高殊勲選手（MVP）：1回 （1938年春）
- ベストナイン：1回 （二塁手部門：1940年）
- 野球殿堂競技者表彰（1969年）

### 背番号
- 5 （1935年）
- 15 （1936年 - 1942年途中）
- 30 （1942年途中 - 1943年、1947年 - 1948年、1950年 - 同年途中）
- 29 （1950年途中 - 同年終了、1952年）
- 40 （1951年）
- 51 （1957年 - 1958年）

## 関連情報

### 演じた俳優
- 阿部亮平 - 「1942年のプレイボール」（NHK総合「土曜ドラマスペシャル」、2017年8月12日[15]）